# Dancing with Strangers
Albums de Chris Rea
On the Beach
(1986) The Road to Hell
(1989)
Dancing with Strangers est un album musical de Chris Rea sorti en 1987.

## Morceaux
Tous les morceaux sont de Chris Rea.
1. "Joys of Christmas" - 5:15
2. "I Can't Dance to That" - 4:19
3. "Windy Town" - 4:25
4. "Gonna Buy a Hat" - 4:25
5. "Curse of the Traveller" - 6:26
6. "Let's Dance" - 4:07
7. "Que Sera" - 5:23
8. "Josie's Tune" - 2:19
9. "Loving You Again" - 5:40
10. "That Girl of Mine" - 3:41
11. "September Blue" - 3:09
12. "I Don't Care Any More" - 2:10
13. "Donahue's Broken Wheel" - 3:02
14. "Danielle's Breakfast" - 4:33